# Ивлево (городское поселение Яхрома)
Ивлево — деревня в Дмитровском районе Московской области, в составе городского поселения Яхрома. Население — 2 чел. (2010). До 2006 года Ивлево входило в состав Подъячевского сельского округа.

## Расположение
Деревня расположена в юго-западной части района, примерно в 15 км на юго-запад от города Яхромы, у истоков реки Лутосня, высота центра над уровнем моря 220 м. Ближайший населённый пункт Ярцево — в 1 км на запад. У западной окраины деревни проходит региональная автодорога Рогачёвское шоссе.

## Население
| 2002 | 2006 | 2010 |
| ---- | ---- | ---- |
| 5    | ↗7   | ↘2   |